# Clarence (filme de 1937)
Clarence é um filme de comédia produzido nos Estados Unidos em 1937, dirigido por George Archainbaud e com atuações de Roscoe Karns, Eleanore Whitney, Eugene Pallette, Johnny Downs, Inez Courtney e Charlotte Wynters.
Foi lançado pela Paramount Pictures no dia 12 de fevereiro de 1937.